# Vanga pica-soques
El vanga pica-soques (Hypositta corallirostris) és un ocell de la família dels vàngids (Vangidae) i única espècie del gènere Hypositta Newton A, 1881.

## Hàbitat i distribució
Viu a la selva pluvial de Madagascar oriental.